# Pete és kis Pete
A Pete és kis Pete egy amerikai ifjúsági televíziós sorozat, amelyet a Wellsville Productions készített a Nickelodeon számára 1993-1996 között. Hazánkban a magyar Nickelodeonon 1998 és 2002 között vetítették, többnyire hétvégénként. A sorozat számos vicces és szürreális elemet mutatott be elbeszélő formában, melyek mind a Wrigley család két gyermeke (mindketten a Pete névre hallgatnak) körülötti történéseket mesélik el - barátokkal, a családdal, és az ellenségekkel. Eredetileg egyperces rövidfilmekkel indult a sorozat még 1989-ben, melyeket reklámszünetben vetítettek. A népszerűségnek köszönhetően öt félórás különleges epizód is készült, majd ebből lett a három évadon keresztül futó valódi sorozat. Amerikában az első két évad megjelent DVD-n is, Magyarországon azonban az utolsó vetítés után lekerült a Nickelodeon programjáról.

## Cselekmény
A "Pete és kis Pete" a New York állambeli Wellsvile-ben játszódik (bár az állam nevét hivatalosan sosem nevezték meg, a rendszámtáblákból illetve a geográfiai jellegzetességekből ez kikövetkeztethető). A forgatási helyszínek azonban nem ebben a városkában, hanem New Jersey peremkerületeiben voltak megtalálhatóak. Ezen túlmenően a sorozatban található legtöbb helyszín vagy intézmény pusztán a fantázia szüleménye.
Az epizódok közös jellegzetessége, hogy narrátor beszéli el a történéseket, aki a legtöbb esetben az idősebb Pete. Kalandjaik nem nélkülözik a furcsábbnál furcsább eseményeket, melyek nem hétköznapiak - ahogy az őket körülvevő emberek sem azok.
A sorozat zenéjét a "Polaris" szerezte, ideértve a főcímdalt is ("Hey Sandy"). Az együttes csak a show kedvéért jött létre, többnyire a Miracle Legion tagjaiból lett verbuválva.

## Szereplők
| Szereplő | Színész               | Magyar hang        | Leírás |
| A család | A család              | A család           | A család |
| --- | --------------------- | ------------------ | --- |
| Nagy Pete Wrigley | Mike Maronna          | Hamvas Dániel      | A sorozat narrátora, aki az egymást követő szürreális események közötti összekötő kapcsot biztosítja a nézők számára. Öccse és közte rendkívül jó a kapcsolat, nyoma sincs rivalizálásnak. Az iskolai focicsapat zenekarában harsonán játszik. |
| Kis Pete Wrigley | Danny Tamberelli      | Szvetlov Balázs    | Nagy Pete négy évvel fiatalabb öccse. Gyakorta keveredik összetűzésbe a szüleivel illetve bárki mással, aki fegyelmezni vagy korlátozni próbálja őt. Emellett ha problémával szembesül, gyakran teljesen észszerűtlennek tűnő megoldásokkal áll elő. Bal karján egy "Petúnia" nevű tetoválás látható, melynek az eredete, a régi egyperces epizódok alapján egy anyák napi ajándék volt. A hátán egy másik, hajót ábrázoló tetoválás is látható. |
| Joyce Wrigley | Judy Grafe            | Hűvösvölgyi Ildikó | A két Pete édesanyja, akinek egy gyerekkori baleset miatt fémlemezt ültettek a fejébe. Ennek segítségével különféle rádióállomásokra tud ráhangolódni, de ha úgy hozza a szükség, sugározni is tud. |
| Don Wrigley | Hardy Rawls           | Csuja Imre         | A két Pete édesapja, aki az anyjukkal a tengerparton találkozott, fémdetektoros kincskeresés közben, miután a fémlemezt kincsnek észlelte. Nagy benne a versenyszellem, számos helyzetben látható, ahogy valakivel rivalizál. Makacs természetű, és megszállottan kedveli a ház előtti gyepet és a horgászatot. |
| Barátok |                       |                    | |
| Ellen Hickle | Alison Fanelli        | Csondor Kata       | Nagy Pete legjobb barátja, és bár kettejük között néha felsejlik valamilyen romantikus szál, az sohasem fordul komolyabbra. A sorozat során számos alkalommal kezd el hódolni különféle elfoglaltságoknak, melyeket mindenáron tökélyre akar fejleszteni. Akárcsak Nagy Pete, ő is játszik az iskolai focicsapat zenekarában, méghozzá kürtön, emellett a szabadfogású birkózás nagy rajongója.                                                  |
| Artie, a világ legerősebb embere | Toby Huss             | Háda János         | Kis Pete személyes szuperhőse, kissé bolondos, de nagyon erős figura. Egyike azoknak a felnőtteknek, akiket Kis Pete feltétel nélkül tisztel, ő pedig a srácot a "vikingjének" nevezi. Imádja a leeresztett autógumiból jövő levegő illatát. A második évadban elhagyja Wellsville-t, hogy egy újabb gyereket találjon, akin egy szuperhősnek segítenie kell.                                                                                    |
| Teddy L. Forzman | Dave Martel           |                    | Nagy Pete egyik barátja, aki egyfolytában hülyén viselkedik, és folyton jókedve van. Az iskolai focicsapat zenekarában játszik, és általában bizarr tényeket hoz a többiek tudomására. |
| Bill Korn | Rick Barbarette       |                    | Nagy Pete másik barátja, aki rendszeresen viccelődik és tréfákat csinál. A szereplő a harmadik évadban már nem jelenik meg. |
| Nona F. Mecklenberg | Michelle Trachtenberg | Mánya Zsófi        | Kis Pete legjobb barátja. Nevében a középső "F" Francest jelent, de jobban szeretné lecserélni Frankre, Fahrvergnügenre, vagy Forkliftre. Karja be van gipszelve, de nem azért, mert eltört volna, hanem mert szereti megvakarni a gipsz által keltett viszkető érzést. A harmadik évadtól főszereplővé lép elő. |
| Monica Perling | Maris Hudson          |                    | Kis Pete barátja, cserkészlány, aki bármiben részt vesz. Nincs nagy szerencséje a háziállatokkal, amelyek kivétel nélkül elpusztulnak, s ezért külön temetője van számukra. Nagyszerű hallása van, amit azzal magyaráz, hogy az egyik őse egy vadászebet vett el. |
| Ellenségek |                       |                    | |
| "Végtelen" Mike Hellstrom | Rick Gomez            |                    | Nagy Pete ősellensége. Becenevét onnan kaphatta, hogy középiskolában folyton ugyanabba az évfolyamba jár, de jelképezheti a Nagy Pete iránt érzett végtelen gyűlöletét is. Mike meglehetősen befolyásos személyiség, ritka alkalmakkor, ha a szükség úgy hozza, még ellenfelével is együttműködik. A Halloween-epizódban ismeretlen okból utálja az ünnepet, és megkísérli tönkretenni azt. Családja feltehetőleg rovarirtással foglalkozik.     |
| Fran Jones | Eric Kushnick         |                    | Kis Pete ősellensége. Egy rendellenesség miatt rendkívüli mértékben izzad a hónaljánál. Szerelmes Nonába. Hozzá hasonló fickók társaságában mutatkozik. |
| "Papírvágó" | Christopher Conte     |                    | Kis Pete ellensége. Egy fiú, aki egy fénymásolószalonban nőtt fel, ezért a bőre tele van a papírlapok okozta vágásokkal és sérülésekkel. Különleges képessége az origami, amit mesteri szinten űz. Eredetileg Artie ellenfele volt, de később Kis Pete-é lesz, amiért eléri Artie elűzését a városból. Végül azonban neki is távoznia kell. |
| Ken Schwinger igazgató | Adam West             |                    | Kis Pete iskolaigazgatója, akinek diákcsínyeit többnyire sikertelenül próbálja megakadályozni. Különös módon kedveli a kukoricakását, és a higiénia megszállottja. |
| Egyéb karakterek |                       |                    | |
| Phil Hickle | Steve Buscemi         |                    | Ellen apja, aki Nagy Pete iskolájában dolgozik. Valaha Don Wrigley ellensége volt. |
| James "Pop" Mecklenberg | Iggy Pop              |                    | Nona szerető, de néha túlságosan is védelmező apja. |
| Mr. Fagyi | Toby Huss             |                    | Egy rejtélyes fagylaltárus, aki a gyerekek számára a nyarat jelképezi. Soha nem veszi le a fejéről a maszkot, és nem engedi magához érzelmileg közel a vásárlóit. Amikor ezzel mégis megpróbálkoztak, eltűnt a városból, és egész nyáron a felkutatására szervezkedtek. Valószínűsíthető, hogy az utcában lakó vak milliomosnő férje volt, aki Leonardnak nevezi őt.                                                                             |
| Stu Benedict | Damian Young          |                    | Egy furcsa, kissé bolondos, érzelmileg labilis buszsofőr, aki az iskolabuszt vezeti. |
| Frank Gulcher | Jim Lally             |                    | Egy közlekedési rendőr, aki az egész életét arra tette fel, hogy megvédje egy útkereszteződés biztonságát, betartva annak "törvényeit". |
| Vendégszereplők |                       |                    | |
| A sorozatban számos híresség tiszteletét tette epizódszerepben, többek között Selma Blair, Patty Hearst, LL Cool J, J. K. Simmons, Michael Stipe vagy Liza Weil. |                       |                    | |

## Epizódok

### Korai epizódok
Huszonnégy (plusz két VHS-exkluzív) egyperces rövidfilm készült a sorozatból 1989-ben, s végül ennek hatására rendeltek meg öt, fél óra hosszúságú különleges részt. Ezek 1991-ben készültek, de később átalakították őket úgy, hogy beilleszthetőek legyenek a később vetítésre került évadok közé.
| Sorszám # | Epizód # | Cím                                       | Eredeti vetítés     | Kód |
| --- | -------- | ----------------------------------------- | ------------------- | --- |
| 0 | 1        | „Valentin-napi leszámolás”                | 1991. február 9.    |     |
| Nagy Pete és az iskolai futballpálya vonalainak festője, Mr. Beverly egyformán epekednek Mrs. Fingerwood, a matematikatanár után. Pete ellensége azonban igyekszik ezt meghiúsítani, s megkísérli leleplezni, hogy a fiú ölte meg Ednát, a csapat tintahal-kabaláját, Mr. Beverly kedvencét. Ehhez pedig nem rest Ellent sem felhasználni. |          |                                           |                     |     |
| 0 | 2        | „Mit csináltunk a nyári szünetünk alatt?” | 1991. szeptember 8. |     |
| A két Pete és Ellen jó szándéka visszafelé sül el, amikor a rejtélyes fagylaltost, Mr. Fagyit a barátjukká akarják fogadni. Elhagyja a várost, és innentől kezdve az egész nyaruk csak arról szól, hogyan tudnák őt megtalálni és visszacsalogatni.                                                                                        |          |                                           |                     |     |
| 0 | 3        | „Világűr, stréberek, és Johnny Unitas”    | 1991                |     |
| Nagy Pete és Ellen egy záródolgozat megírása miatt tudományos kutatást kell, hogy végezzenek, és ennek során megismerkednek egy különös idegennel. Eközben Pete Johnny Unitas futball-legenda, és 1958-as legendás mérkőzésének a rabja lesz.                                                                                              |          |                                           |                     |     |
| 0 | 4        | „Apokalipszis Pete”                       | 1992                |     |
| Don Wrigley és Mr. Hickey (Ellen apja) háborúskodásba kezdenek, aminek hatására Kis Pete közelebb kerül az apjához, Ellen azonban távolabb. |          |                                           |                     |     |
| 0 | 5        | „Boldog Új Pete-et!”                      | 1992. december      |     |
| Kis Pete visszaemlékszik, hogy legutóbbi újévi fogadalmát, miszerint megváltoztatja a világot, nem sikerült megvalósítania. Ezért elhatározza, hogy legalább az év utolsó napján igyekszik valamit elérni. |          |                                           |                     |     |

### Első évad
| Sor. | Év. | Cím                                                | Rendező             | Író                                         | Premier            |
| --- | --- | -------------------------------------------------- | ------------------- | ------------------------------------------- | ------------------ |
| 6. | 1.  | Az utak királya (King of the Road)                 | Peter Lauer         | Will McRobb                                 | 1993. november 28. |
| Úton a Hoover-gát felé Don megpróbálja megtartani az "Utak Királya" titulust egy rivális családfővel szemben, de a gyakori vécészünetek és a családi széthúzás miatt ez meghiúsulni látszik. |     |                                                    |                     |                                             |                    |
| 7. | 2.  | A pont (Day of the Dot)                            | Katherine Dieckmann | Will McRobb & Chris Viscardi & Joe Stillman | 1993. december 5.  |
| Ellent választják ki, hogy az iskolai focicsapat zenekarának formációjában a pont legyen az "i" betűn, s emiatt egy kissé elszáll magától, s a banda vezetőjének unokaöccsével közelebbi kapcsolatba kerül. Ezt azonban Nagy Pete nem hagyhatja szó nélkül. Eközben Kis Pete a labilis idegállapotú buszvezetőt, Stu Benedictet próbálja meg összehozni gyerekkori szerelmével. |     |                                                    |                     |                                             |                    |
| 8. | 3.  | Virrasztók (The Nightcrawlers)                     | Katherine Dieckmann | Chris Viscardi                              | 1993. december 12. |
| Kis Pete és barátai elhatározzák, hogy ébren maradnak tizenegy éjszakán keresztül, és ezzel megdöntik a világrekordot. |     |                                                    |                     |                                             |                    |
| 9. | 4.  | Labdaszedő (Rangeboy)                              | Chris Koch          | Rick Groel & Will McRobb                    | 1993. december 19. |
| Nagy Pete szégyelli, hogy az apjának kell segítenie labdaszedőként, ezért úgy dönt, hogy a munkát medvejelmezbe bújva folytatja. Kis Pete pedig Artie-nak segít, hogy tökéletesítse lövéseit. |     |                                                    |                     |                                             |                    |
| 10. | 5.  | Szerszámok és halál (Tool and Die)                 | Peter Lauer         | Ken Scarborough & Chris Viscardi            | 1993. december 26. |
| Nagy Pete-nek a félév elejétől barkácsórára kell járnia, amit ki nem állhat - a többieknek viszont tetszik. Viselkedésével kivívja a tanár, Mr. Slurm ellenszenvét, s ezért "Végtelen" Mike Hellstrommal együtt egy különleges projekten kell dolgozniuk. |     |                                                    |                     |                                             |                    |
| 11. | 6.  | Ne szórakozz Pete-tel! (Don't Tread On Pete)       | Phil Morrison       | Tom Hertz & Will McRobb & Chris Viscardi    | 1994. január 2.    |
| Nagy Pete-nek az amerikai polgárháborúról szóló dolgozat okoz félelmeket - azt rebesgetik, hogy évekkel korábban az iskolai gondnok ugyanezen a teszten hasalt el, és ezért lett az, aki. Eközben Kis Pete kezelésbe veszi a kidobóscsapatot. |     |                                                    |                     |                                             |                    |
| 12. | 7.  | Amikor a Pete-ek összecsapnak (When Petes Collide) | Tony Jacobs         | Joe Stillman                                | 1994. január 9.    |
| Don szeretné átruházni valamelyik fiára a mágikus képességekkel felruházott bowlinggolyóját, ezért a két testvér között kitör a háborúskodás. |     |                                                    |                     |                                             |                    |
| 13. | 8.  | Egy nehéz nap Pete-je (Hard Day's Pete)            | B.K. Small          | Will McRobb & Chris Viscardi                | 1994. január 16.   |
| Úton az iskolába Kis Pete meghallja, ahogy egy garázszenekar játszik egy nagyszerű számot (Polaris - "Summerbaby"). Megkedveli a dalt, de az együttes nyom nélkül eltűnik, a dallal együtt. Kis Pete nekilát, hogy saját együttest szervezzen, és visszaemlékezve újrajátszhassa a dalt.                                                                                        |     |                                                    |                     |                                             |                    |

### Második évad
| Sor. | Év. | Cím                                                                   | Rendező             | Író                                                       | Premier              |
| --- | --- | --------------------------------------------------------------------- | ------------------- | --------------------------------------------------------- | -------------------- |
| 14. | 1.  | Szobafogság életfogytig (Grounded for Life)                           | Don Pietra          | Michael Memoli                                            | 1994. szeptember 4.  |
| Kis Pete egy félresikerült kísérlet miatt tönkreteszi a ház előtti gyepet, és amikor elkapják, hogy a kanadai határ felé menekül, egy hónapra büntetésbe kerül. Szabadulása érdekében alagutat kezd el ásni és a biztonsági rendszer kijátszásán töri a fejét, csak hogy ott lehessen kedvenc ünnepén, július negyedikén. Szökése közben megismerkedik Nona F. Mecklenberggel, aki nemrég költözött a környékre, és kétségbeesetten próbálja elérni, hogy pisiljen a kutyája. |     |                                                                       |                     |                                                           |                      |
| 15. | 2.  | Pete mezején (Field of Pete)                                          | Chris Koch          | Robert Mittenthal                                         | 1994. szeptember 11. |
| Nagy Pete baseballcsapata nyerő szériába kerül, köszönhetően Kis Pete faragatlan kommentárjainak, amiket meccs körben süt el. Azonban Ed Narrins edző csak a győzelmet tudja elfogadni, ennek érdekében az agyat is lefagyasztó Narancs Lazarus védőitalt itat a csapattal, Kis Pete pedig szabálytalan taktikákat dolgoz ki, s úgy tűnik, a baseball örökre megsemmisül. Nagy Pete-nek választania kell, mit szeret jobban: győzni, vagy tisztességesen játszani. |     |                                                                       |                     |                                                           |                      |
| 16. | 3.  | A hívás (The Call)                                                    | Peter Lauer         | Tom Hill                                                  | 1994. szeptember 18. |
| Wellsville egyik nyilvános telefonja már 27 éve egyfolytában csörög. A nyár legforróbb napján Kis Pete úgy dönt, felveszi, Nagy Pete pedig kinyomozza, ki a titokzatós hívó. |     |                                                                       |                     |                                                           |                      |
| 17. | 4.  | A nagy csend (The Big Quiet)                                          | Tony Jacobs         | Sam Johnson & Chris Marcil                                | 1994. szeptember 25. |
| Kis Pete háziállatként tartott gyíkja elpusztul, amit fel kell dolgoznia. Nagy Pete megpróbálja javítani a kapcsolatát apjával, félve a jövőbeli kellemetlen beszélgetésektől. |     |                                                                       |                     |                                                           |                      |
| 18. | 5.  | Időalagút (Time Tunnel)                                               | Katherine Dieckmann | Will McRobb                                               | 1994. október 2.     |
| Az őszi óraátállítás idején nyert időt a két Pete egyfajta időutazásként éli meg és igyekszik kihasználni az ajándékba kapott egy órát. Ebben az évben azonban Nagy Pete-en erőt vesznek a hormonok, és elhívja Ellent randizni. Ősellenségének, "Végtelen" Mike Hellstromnek a segítségét kéri, hogy minden simán menjen. Mike kölcsönadja a kocsiját és elmeséli a randizás fortélyait. Mikor a randi katasztrofálisan sül el, Nagy Pete az extra időt arra használja, hogy helyrehozza kapcsolatát Ellennel. Kis Pete bosszúból megalázza Mike-ot és csecsemőkori videókat mutat róla mindenkinek, az viszont üldözőbe veszi őt. |     |                                                                       |                     |                                                           |                      |
| 19. | 6.  | A 34-es ellenőr (Inspector 34)                                        | Maggie Greenwald    | Joe Stillman                                              | 1994. október 9.     |
| Kis Pete megtalálja személyes őrangyalát a 34-es ellenőr személyében, aki a család által hordott alsóneműket ellenőrzi. Mivel elég gépies alak, Kis Pete megmutatja neki, milyen normális emberként élni. A 34-es ellenőr, aki korábban a tökéletességre törekedett, most azonban egyre inkább kezdi elhagyni ezt az utat; eközben Kis Pete, mint tanítványa törekszik a tökéletességre, amivel sok gondot okoz környezetének. Kis Pete-nek meg kell találnia az egyensúlyt tökéletesség és abnormalitás között. |     |                                                                       |                     |                                                           |                      |
| 20. | 7.  | Hallobéna (Halloweenie)                                               | Peter Lauer         | Chris Viscardi                                            | 1994. október 16.    |
| Kis Pete bátyja segítségével rekordot akar dönteni, mint a Halloweenkor legtöbb házhoz becsöngető gyerek. Nagy Pete azonban már gyerekesnek tartja ezt a szokást, mégsem akar csalódást okozni az öccsének. El kell döntenie: vagy a szégyent választva vele tart, vagy szembe kell néznie a cukorkagyűjtőket terrorizáló bandával. |     |                                                                       |                     |                                                           |                      |
| 21. | 8.  | X = miért? (X = Why?)                                                 | Katherine Dieckmann | Katherine Dieckmann                                       | 1994. október 23.    |
| Ellennek elege lesz az egyenletekből matekórán, és egyszercsak felteszi a kérdést tanárának: miért? Ezzel az egyszerű kérdéssel (hogy miért kell ezt tanulniuk) láncreakciót indít el: tanárok mondanak fel sorra, diákok teszik fel ugyanezt a kérdést és borítják ki oktatóikat. Mikor aztán Ms. Fingerwood, a matektanár eltűnik, Ellen rendbe akarja hozni a dolgokat. |     |                                                                       |                     |                                                           |                      |
| 22. | 9.  | Arany Pete-en (On Golden Pete)                                        | Don Pietra          | Robert Mittenthal, Will McRobb, & Chris Viscardi          | 1994. október 30.    |
| A Wrigley család horgászni megy, Don pedig egy Bob nevű, legendás halat akar kifogni. Nagy Pete szembesül a halandósággal és azzal, hogy Bobra is a biztos halál várhat, ha az apja kifogja, ezért módszeresen elkezdi szabotálni a horgászatot. |     |                                                                       |                     |                                                           |                      |
| 23. | 10. | Ég veled, kis vikingem (1. rész) (Farewell, My Little Viking: Part 1) | Tony Jacobs         | Will McRobb & Joe Stillman and Sam Johnson & Chris Marcil | 1994. november 13.   |
| John McFlemp, a Nemzetközi Felnőtt-összeesküvés vezetője kitalál egy ördögi tervet, hogyan szabadíthatná meg Wellsville polgárait Artie-tól, a világ legerősebb emberétől - és ezzel szegényebbé tenné a gyerekeket is. McFlemp meggyőzi Dont, hogy álljon az élére az Artie-tól megszabadulni vágyó közösségnek. Miközben szuperhőse bajban van, Kis Pete-nek is meggyűlik a baja egy Papírvágó nevű sráccal, aki bosszút esküszik ellene, miután ollót mutatott neki kő-papír-ollóban. |     |                                                                       |                     |                                                           |                      |
| 24. | 11. | Ég veled, kis vikingem (2. rész) (Farewell, My Little Viking: Part 2) | Tony Jacobs         | Will McRobb & Joe Stillman and Sam Johnson & Chris Marcil | 1994. november 20.   |
| Artie eltűnik, miután Don kiábrándító beszédet mond róla. A gyerekek nekilátnak megkeresni őt. Az égre vetítik az arcát, plakátoznak, pólókat árulnak. Kis Pete depresszióba esik, Don pedig rájön, hogy manipulálták. Így aztán ő is csatlakozik a keresőkhöz és meg is találja Artie-t. Visszahozza a városba, ahol azt látja, hogy Kis Pete egyedül is kiáll Papírvágó ellen. Látva, hogy már nincs szüksége a védelmére, Artie ismét elmegy, hogy keressen egy másik kissrácot, akinek kell egy szuperhős. |     |                                                                       |                     |                                                           |                      |
| 25. | 12. | Sárgaláz (Yellow Fever)                                               | Damon Santostefano  | Joe Stillman                                              | 1994. november 27.   |
| Miután osztálykirándulásra indulnak, Nagy Pete megtapasztalja az iskolabusz pszichotikus oldalát. Összebarátkozik olyanokkal, akikkel sosem volt jóban, piszkálni kezd másokat, és végül szembesülnie kell tettei következményeivel. |     |                                                                       |                     |                                                           |                      |
| 26. | 13. | Betegségnap (Sick Day)                                                | Maggie Greenwald    | Michael Rubiner                                           | 1994. december 4.    |
| A téli és a tavaszi szünet közötti időszak mindig nagyon nyomasztó számára, ezért Kis Pete betegséget színlel, hogy legalább egy napot otthon maradhasson.Szabadnapja során számos érdekességbe csöppen: egy osztálytársát egész más színben látja, egy Eisenhower elnökre hasonlító figura az orrába szorul, és új színben látja a világot. |     |                                                                       |                     |                                                           |                      |

### Harmadik évad
| Sor. | Év. | Cím                                                             | Rendező             | Író                                                         | Premier            |
| --- | --- | --------------------------------------------------------------- | ------------------- | ----------------------------------------------------------- | ------------------ |
| 27. | 1.  | 35 óra (35 Hours)                                               | Don Pietra          | Rob Des Hotel & Dean Batali                                 | 1995. október 1.   |
| Míg a szülők távol vannak, a két Pete-re bízzák a házat. Ők a Wrigley 500 nevű ház körüli bringaversenyre készülnek, mígnem Nagy Pete-en eluralkodnak a hormonok és inkább egy lány iránt kezd el érdeklődni. Kis Pete bosszúból eladja a házat a világ legkedvesebb embereinek, Kretchmar-éknak. Nagy Pete-nek tisztáznia kell a helyzetet öccsével és vissza kell szereznie a házat, mielőtt a szülők hazaérnek. |     |                                                                 |                     |                                                             |                    |
| 28. | 2.  | A baj neve Teddy (The Trouble with Teddy)                       | Maggie Greenwald    | Holly Morgan                                                | 1995. október 8.   |
| Nagy Pete felajánlja a barátjának, Teddynek, hogy lakjon náluk, amíg a szülei távol vannak. Csak ekkor veszi észre, hogy Teddynek mennyi idegesítő szokása van. Kis Pete eközben megpróbál kapcsolatba kerülni a földdel. |     |                                                                 |                     |                                                             |                    |
| 29. | 3.  | A jó, a rossz és a szerencsés (The Good, the Bad and the Lucky) | Atticus Chance      | Chris Viscardi                                              | 1995. október 15.  |
| Kis Pete szerencsepénzéből kifogy a szerencse, ezért ő, Nona, Monica és Wayne elindulnak, hogy kilapítsák azt az éjféli expresszel, hogy újra feltöltődjön. Csakhogy Kis Pete ősellensége és haverjai a nyomukban járnak. |     |                                                                 |                     |                                                             |                    |
| 30. | 4.  | sobbanás (Splashdown!)                                          | Peter Lauer         | Will McRobb                                                 | 1995. október 22.  |
| Nagy Pete szeretne a helyi strandon úszómester lenni, Kis Pete pedig azért küzd, hogy töröljék el az utálatos időkorlátot, amikor csak a felnőttek úszhatnak. Nagy Pete-nek választania kell öccse és a pozíció között. |     |                                                                 |                     |                                                             |                    |
| 31. | 5.  | Táncláz (Dance Fever)                                           | Alison Maclean      | Joe Stillman                                                | 1995. október 29.  |
| Kis Pete élete első iskolai bálján vesz részt, Nagy Pete pedig szerelmes lesz a zenekar gitárosába. Kis Pete ősellensége megtudja, hogy a fiú fél a tánctól és ezt megpróbálja felhasználni ellene. Nona megpróbálja elkerülni, hogy az apjával kelljen táncolnia. |     |                                                                 |                     |                                                             |                    |
| 32. | 6.  | Krízis a szerelemzónában (Crisis in the Love Zone)              | Katherine Dieckmann | M.F. Stern & David Hemingson                                | 1995. november 5.  |
| Beköszönt a tavasz, és vele együtt a szerelem is Wellsville-be. Az egyetlen ember, aki képes ellenállni ennek, az Nona, és ő lesz az, aki igyekszik kirángatni barátait ebből az állapotból. |     |                                                                 |                     |                                                             |                    |
| 33. | 7.  | Aki utoljára nevet (Last Laugh)                                 | Chris Koch          | Magda Liolis, Will McRobb, Chris Viscardi & Joe Stillman    | 1996. március 23.  |
| Kis Pete minden idők legnagyobb tréfáját igyekszik megvalósítani a soron következő iskolai higiéniával kapcsolatos rendezvényen - eközben Schwinger igazgató szövetkezik a legnagyobb ellenségeivel, hogy megállítsák őt. |     |                                                                 |                     |                                                             |                    |
| 34. | 8.  | Este a suliban (Allnighter)                                     | Katherine Dieckmann | Tami Yellin & Todd Yellin                                   | 1996. április 1.   |
| Kis Pete, Monica és Wayne véletlenül az iskola épületében ragadnak éjszakára. Miután hallottak egy legendát az éjszaka veszedelmeiről, igyekeznek azt elkerülni. |     |                                                                 |                     |                                                             |                    |
| 35. | 9.  | AZ országút harcosa (Road Warrior)                              | Nik Miltiadis       | Alan Swayze, Joe Stillman, Will McRobb, & Chris Viscardi    | 1995. november 23. |
| Nagy Pete és barátai úgy érzik, ideje nagyobb felelősséget vállalniuk és vezetni tanulnak. |     |                                                                 |                     |                                                             |                    |
| 36. | 10. | Lenyomva (Pinned!)                                              | Chris Koch          | William Tinston                                             | 1995. december 7.  |
| Nagy Pete szeretné, ha az iskolai jellemzésébe bekerülne róla valami pozitív, ezért úgy dönt, belép a birkózócsapatba, amely azonban nehezebb, mint hitte. Ellen, a birkózás rajongója vállalja magára az edzését, de ehhez Glattner edzővel is szembe kell szállnia - Pete-nek pedig "Végtelen" Mike Hellstrom-mel.                                                                                               |     |                                                                 |                     |                                                             |                    |
| 37. | 11. | Boldog karácsonyt, Pete (O Christmas Pete)                      | Damon Santostefano  | Rob Des Hotel & Dean Batali                                 | 1995. december 14. |
| Kis Pete nem szeretné, hogy a karácsonyi hangulat véget érjen, ezért elhatározza, hogy addig tartja fenn, ameddig csak tudja. Egy megkeseredett kukás, aki gyűlöli a karácsonyt és mindent, ami azt jelképezi, az ellenfelévé válik. Nagy Pete-nek döntenie kell: segít az öccsének fenntartani a karácsonyt, vagy véget vet annak.                                                                                |     |                                                                 |                     |                                                             |                    |
| 38. | 12. | Das Bus (Das Bus)                                               | Don Pietra          | Lawrence Carvey, Will McRobb, Chris Viscardi & Joe Stillman | 1995. december 21. |
| Nagy Pete elvállalja, hogy a buszsofőt segédje lesz, csak hogy közelebb kerülhessen egy lányhoz. |     |                                                                 |                     |                                                             |                    |
| 39. | 13. | Szombat (Saturday)                                              | Chris Koch          | Will McRobb, Chris Viscardi, Joe Stillman & David Hemingson | 1995. december 28. |
| Egy nem túl átlagos szombat történéseit láthatjuk. Nagy Pete hajvágás közben a fodrászával próbál beszélgetni, Kis Pete pedig segít a bátyjának. Wayne új cipőt vesz, Monicából nindzsa válik, Ellen pizzát szállít, Stunak pedig meggyűlik a baja egy közlekedési lámpával. |     |                                                                 |                     |                                                             |                    |